# Serhij Czaban
Serhij Mykołajowycz Czaban, ukr. Сергій Миколайович Чабан (ur. 27 marca 1984 w Kulabiu, Tadżycka SRR) – ukraiński piłkarz, grający na pozycji napastnika.

## Kariera piłkarska

### Kariera klubowa
Wychowanek Szkoły Piłkarskiej Prykarpattia Iwano-Frankiwsk, barwy którego bronił w juniorskich mistrzostwach Ukrainy (DJuFL). W 2000 rozpoczął karierę piłkarską w miejscowym klubie Prykarpattia Iwano-Frankiwsk. Najpierw występował w składzie drugiej drużyny, a w 2000 debiutował w podstawowej jedenastce. Również grał na zasadach wypożyczenia w farm-klubie Czornohora Iwano-Frankiwsk. Latem 2002 został zaproszony do Karpat Lwów. Bronił barw drugiej i trzeciej drużyny, zwanej Hałyczyna-Karpaty Lwów. W drugiej połowie 2005 roku występował w klubie Hazowyk-Skała Stryj, a podczas przerwy zimowej sezonu 2005/06 przeniósł się do Enerhetyka Bursztyn. Latem 2006 przeszedł do Podilla Chmielnicki. Na początku 2007 powrócił do zespołu z Iwano-Frankiwska, który już nazywał się Spartak Iwano-Frankiwsk. Latem 2007 wyjechał do Mołdawii, gdzie występował w klubie Iscra-Stali Rybnica. W maju powrócił do Ukrainy i grał krótko w amatorskim zespole Karpaty Jaremcze. Latem 2008 zasilił skład Nywy Winnica. W końcu 2010 zakończył karierę piłkarską w Karpatach Jaremcze. Potem grał jeszcze w zespołach amatorskich.